# Montenars
Montenars (limba slovenă: Gorjani) este un oraș în Provincia Udine în regiunea italiană Friuli-Veneția Giulia, localizată la 80 km nord-vest de Trieste și la 20 km nord de Udine. Pe 31 decembrie 2004, a avut o populație de 554 locuitori și o suprafață de 20.6 km².

## Demografie
Montenars - evoluția demografică

|  | Graficele sunt indisponibile din cauza unor probleme tehnice. Mai multe informații se găsesc la Phabricator și la wiki-ul MediaWiki. |

Date: Recensăminte sau birourile de statistică - grafică realizată de Wikipedia